# Kiimarivier (Lainiorivier)
De Kiimarivier (Zweeds: Kiimjoki) is een rivier die stroomt in de Zweedse gemeente Pajala. De rivier ontstaat als afwateringsrivier van een uitgestrekt moerasgebied Kiimavuoma van ongeveer vier km², waarin ook het kleine meertje Kiimajärvi van nog geen hectare groot. De rivier, die ontstaat uit twee beken, stroomt zuidoostwaarts naar de Lainiorivier toe. Ze is circa inclusief langste bronrivier 4 kilometer lang.
Afwatering: Kiimarivier → Lainiorivier → Torne → Botnische Golf